# C12H12N2O2S
化学式C12H12N2O2S，摩尔质量：248.30 g/mol，可以指以下化合物：
- 達普頌，CAS号：80-08-0
- 依诺昔酮，CAS号：77671-31-9

|  | 这个同类索引页列出了具有相同分子式的化学物（即同分異構體）条目。 除非您是有意链接至本页，否则应将相应条目的内部链接指向正确的条目。 |